# Alexisonfire
Alexisonfire (вимовляється як «Alexis on Fire») — канадський постгардкор-гурт, створений у Сент-Катарінс, Онтаріо у 2001 році. Учасники гурту: Джордж Петтіт (вокал), Даллас Ґрін (вокал, ритм-гітара, клавішні), Вейд Мак-Ніл (гітара, бек-вокал), Кріс Стіл (бас) і Джордан Гастінгс (барабани, перкусія). Гурт отримав численні нагороди, а в Канаді всі їхні альбоми отримали золотий або платиновий сертифікати.

## Історія

### 2001–2003:Alexisonfire
Гурт Alexisonfire був створений наприкінці 2001 року після розпаду трьох гуртів. Петтіт грав на гітарі в метал-гурті під назвою Condemning Salem, Грін був вокалістом і гітаристом Helicon Blue, а Макнейл і Стіл грали в панк-гурті під назвою Plan 9. Ці гурти розпалися одночасно, тож Петтіт, Стіл, Мак-Ніл і Грін залучили барабанщика Джессі Інґелевікса і створили Alexisonfire. Назва гурту походить від псевдоніму порноакторки Алексіс Файр (Alexis Fire). Коли Файр виявила, що вони використовують назву її вебсайту як назву гурту, вона погрожувала подати до суду, але виявилося, що псевдонім не було зареєстровано, і подальших дій не було.
У 2002 році гурт випустив перший мініальбом Math Sheets Demo, названий так тому, що компакт-диск з демозаписами Джессі загорнув у свою домашню роботу з математики. Мініальбом привернув увагу звукорежисера Грега Белоу та монреальського журналіста Мітча Джоела, які засновували звукозаписний лейбл Distort Entertainment і шукали виконавців. Below також співпрацював з EMI, що дозволило гурту записуватися у власній студії компанії та укласти угоду про спільне видавництво та розповсюдження.
31 жовтня 2002 року вийшов альбом Alexisonfire. Незважаючи на те, що з EMI була укладена угода про розповсюдження, успіх альбому здебільшого пов’язаний із «сарафанним радіо». Вони вже грали в Онтаріо та Нью-Йорку з такими гуртами, як GWAR, Juliana Theory та Glassjaw. У 2003 році вони гастролювали на підтримку альбому, двічі перетнули Канаду, грали зі Spitalfield і Billy Talent, виступили на Hellfest і гастролювали Європою з Rise Against.
У жовтні 2005 року Alexisonfire отримав золотий сертифікат у Канаді, відзначивши понад 50 000 продажів. У 2014 році Dine Alone Records випустив ремастеровану версію альбому.
На Canadian Independent Music Awards 2004 року відео на пісню з альбому «Pulmonary Archery» стало найкращим відео. Вони були названі найкращим інді-гуртом на CASBY Awards, а кліп на пісню «Counterparts and Number Them» був номінований як найкраще незалежне відео на MuchMusic Video Awards.

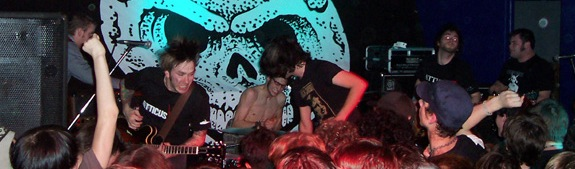
Виступ початкового складу на L3 Niteclub у Сент-Катарінсі, січень 2004 року.

### 2004–2005:Watch Out!
Другий альбом Alexisonfire записали з Джуліусом Батті в його Silo Studios поблизу Гамільтона, Онтаріо. Watch Out! вийшов 29 червня 2004 року у всьому світі, в основному через Distort, але через Equal Vision Records у США та Sorepoint Records у Великобританії. Він дебютував під № 6 у Nielsen Soundscan Top 200, продав 6000 примірників за перший тиждень, отримав золотий сертифікат у Канаді за дванадцять тижнів і платиновий сертифікат у 2007 році. Критики відзначали, що гурт став більш зосередженим після вісімнадцяти місяців гастролей, що допомогло їм використовувати більше агресії, вивільнити більше емоцій і точно налаштувати всі треки. Альбом був відзначений як відхід від їхнього дебютного альбому та мав успіх у критиків.
Щойно вийшов альбом, гурт вирушив в тур, граючи в Vans Warped Tour на кількох концертах у США, а потім вирушили до Великобританії, граючи на фестивалях у Редінгу та Лідсі та інших британських концертах. Під час гри в Глазго з Johnny Truant і The Blood Roses учасники всіх трьох гуртів витатуювали на собі слово «Yeti». В епізоді програми MuchMusic «Нова музика» Петтіт і Грін сказали, що почерпнули ідею татуювання з фільму «Фірма» (1989) з Ґері Олдманом. Весь 2005 рік гурт провів у гастролях Великобританією, США, Канадою та Європою. Вони також грали на Summer Sonic Festival в Японії.
14 червня 2005 року Alexisonfire опублікували на своєму веб-сайті заяву про те, що барабанщик-засновник Джессі Інґелевікс покинув гурт. Його замінив Джордан Гастінгс, екс-учасник гурту Jersey.
На MuchMusic Video Awards кліп на пісню «Accidents» став найкращим незалежним відео, а гурт був номінований на Peoples' Choice Award – найкращий канадський гурт. На Juno Awards 2005 року Alexisonfire отримав нагороду в номінації «Новий гурт року».

### 2006–2007:Crisis

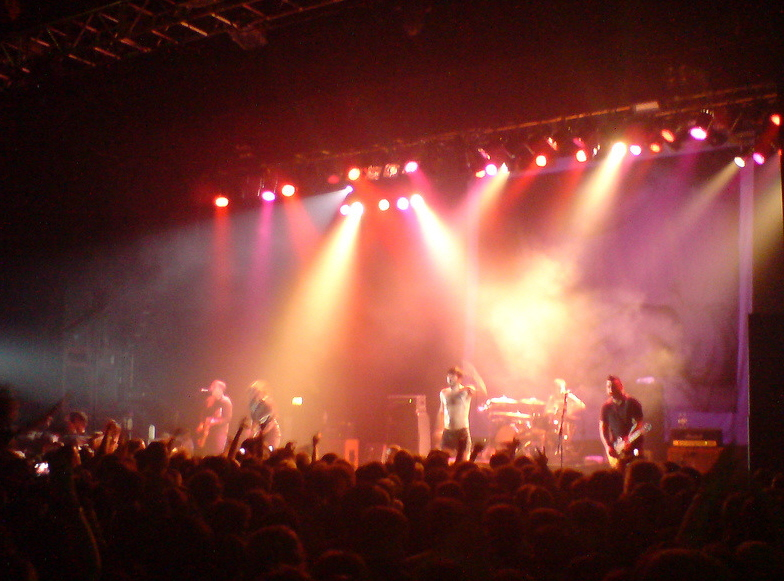
Виступ Alexisonfire 2007 року

22 серпня 2006 року гурт випустив третій студійний альбом Crisis, який отримав схвальні відгуки та продовжує вважатися «важливим» для сцени.
Реліз альбому був відзначений вечіркою на човні на річці Темза в Лондоні, Англія. Тоді ж почалось 10-місячне світове турне, яке пройшло через Великобританію, Австралію, Канаду та США. Там вони виступали перед натовпом до 80 000 людей на фестивалях у Редінгу та Лідсі, Festival d'été de Québec, а також виступали хедлайнерами в Brixton Academy у Лондоні. Вони грали в Warped Tour, Taste of Chaos, Saints & Sinners Festival та австралійському фестивалі Soundwave. На той момент вони були одним з найпопулярніших гуртів у Канаді.
Гурт гастролював з Anti-Flag, Saosin, The Bled, Norma Jean, Every Time I Die, Cancer Bats, Attack in Black, Moneen, Envy on the Coast, A Change of Pace, The Ghost of a Thousand, The Dear & Departed тощо.
У результаті туру вийшло три концертних альбоми: Live At Brixton Academy (Лондон, 13.11.07), Live At Manchester Academy (14.11.07), і Live At Birmingham Academy (тепер O2 Academy Birmingham) (16.11.07).
У цей час Петтіт сказав репортеру: «Я думаю, що наступний альбом — це наше прагнення встромити ніж у скримо. Я не хочу бути гуртом, який його рятує, я хочу бути гуртом, який його вб'є». Пізніше Петтіт пошкодував, що зробив цю заяву.
На церемонії нагородження CASBY Awards 2006 альбом Crisis отримав номінацію «Найкращий новий інді-випуск». У 2007 році на церемонії вручення нагород MuchMusic Video Awards кліп «This Could Be Anywhere in the World» отримав нагороду за найкращу операторську роботу та був номінований як найкраще рок-відео. Гурт також був номінований на премію Peoples' Choice Award «Найкращий канадський гурт». На Juno Awards 2007 року Crisis отримав номінацію на найкращий дизайн CD/DVD, Джуліус Батті отримав номінацію на продюсера року за «This Could Be Anywhere in the World», а Alexisonfire був номінований на гурт року.

### 2008–2010:Old Crows/Young CardinalsтаDog's Blood
У 2008 році Макнейл сказав інтерв'юеру Bombshell Zine: «Алексіс не розпались, але ми побачимо, що буде. Зараз ми на роздоріжжі». У 2009 році ходило багато чуток про розпад, але гурт оголосив назву свого нового альбому 1 лютого. Того ж дня вони почали записувати Old Crows/Young Cardinals. До 1 березня процес запису був майже завершений, і було оголошено про дві пісні — «Midnight Regulations» і «Emerald St». 31 березня 2009 року було підтверджено, що Alexisonfire підписали контракт з Dine Alone Records, чий засновник, Джоел Кар'єре, колись був менеджером гурту.
20 квітня Alexisonfire випустили пісню «Young Cardinals» для радіоефіру. Прем'єра музичного відео відбулася на MuchOnDemand 15 травня 2009 року; альбом вийшов 23 червня 2009 року і був дуже добре прийнятий критиками.
Потім гурт вирушив у 300-денний тур Європою, США та Канадою, який тривав до грудня 2010 року.
У 2008 році Даллас Грін розповів Canoe.ca, що він накидав нові пісні, які, як він сподівався, виведуть гурт на «нові, дивні території». Ці пісні вилились у чотирьохтрековий мініальбом Dogs Blood, який вийшов у 2010 році. Гурт оголосив про випуск Dogs Blood на Verge Awards 2009, організованому The Verge (XM), де Old Crows/Young Cardinals були номіновані на «Альбом року», а гурт був номінований як «Виконавець року». На Juno Awards 2010 року Old Crows/Young Cardinals був номінований як «Рок-альбом року».
16 лютого 2010 року гурт планував зіграти безкоштовний концерт для всіх вікових категорій на місці проведення Зимових Олімпійських ігор 2010 Live City Yaletown, коли через кілька секунд після початку шоу натовп глядачів зламав бар’єр і почалась давка; 20 отримали легкі поранення. Пізніше того ж року Alexisonfire повернулися до Ванкувера як хедлайнери на PNE Forum.
Також у 2010 році гурт випустив збірку з шести пісень, доступних ексклюзивно через iTunes у цифровому вигляді. Мініальбом iTunes Originals містив раніше записаний матеріал з дискографії гурту, версії деяких їхніх раніше випущених пісень, виконаних дещо по-іншому, та інтерв’ю з гуртом. 22 листопада 2010 року цифрова версія їхнього Aussie Tour 7" вийшла на iTunes. Вона містить дві кавер-версії пісень на треки гуртів Midnight Oil і The Saints.

### 2011–2012: розпад та прощальний тур

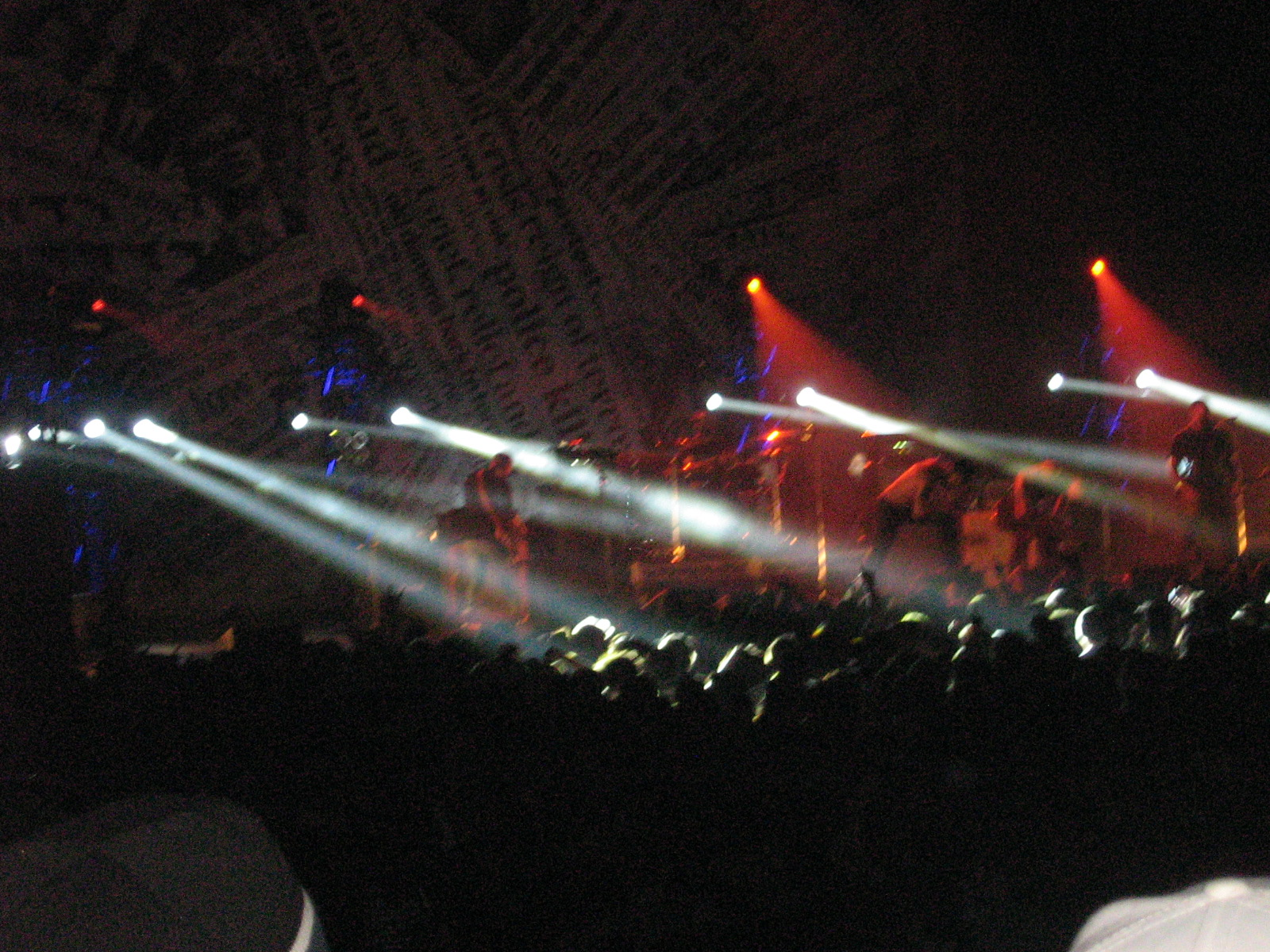
Виступ Alexisonfire у Ванкувері в рамках прощального туру, 2012.

У 2005 році Даллас Ґрін розпочав сольний фолк/рок сайд-проєкт під назвою City and Colour. Проєкт став дуже успішним, і розриваючись між ним і його зобов'язаннями перед Alexisonfire, Ґрін заявив, що переніс нервовий зрив і що перебування в Alexisonfire вбивало його. Наприкінці туру Old Crows/Young Cardinals Ґрін сказав гурту, що він залишає Alexisonfire, але не оголошуватиме про свій вихід, доки решта гурту не визначиться щодо своїх планів на майбутнє.
14 лютого 2011 року Alexisonfire написали у Twitter, що вони пишуть нову музику для п'ятого студійного альбому, описавши її як «настільки важку, що Dog's Blood буде виглядати як ска-запис». Незважаючи на ці заяви, альбом не вийшов, і 5 серпня 2011 року Alexisonfire оголосили про розпад. У заяві Джордж Петтіт назвав причиною розпаду вихід Гріна та Мак-Ніла (який пішов, щоб стати вокалістом Gallows), а також особисті проблеми серед інших учасників. Петтіт також описав розпад як не «дружній». Alexisonfire планували відсвяткувати десяту річницю останнім хедлайнерським канадським туром та «серією релізів», хоча Ґрін наголошував, що для нього останнім концертом став виступ 19 грудня 2010 року в рідному місті гурту.
У липні 2012 року Ґрін заявив, що він спілкувався з іншими колишніми учасниками Alexisonfire, і що вони з Мак-Нілом «почали обговорювати можливість відіграти кілька останніх концертів [Alexisonfire], тому що коли ми зіграли наш останній концерт, ніхто не знав, що він був останнім». У грудні 2012 року Alexisonfire розпочали прощальний тур. Спочатку він включав дев'ять виступів, але потім розширився до 30 із зупинками в Канаді, Великобританії, Австралії та Бразилії. У грудні вийшов мініальбом Death Letter, який містить нові інтерпретації пісень із попередніх чотирьох альбомів гурту.
25 грудня 2013 року гурт випустив вініловий бокс-сет обмеженим тиражем, який містив усі чотири альбоми, а також мініальбоми, сторінки Б тощо. Вийшла тисяча примірників; їх розкупили за 30 хвилин. У серпні 2014 року вони випустили трохи другий, дещо менший бокс-сет.

### 2015 — дотепер: возз'єднання таOtherness

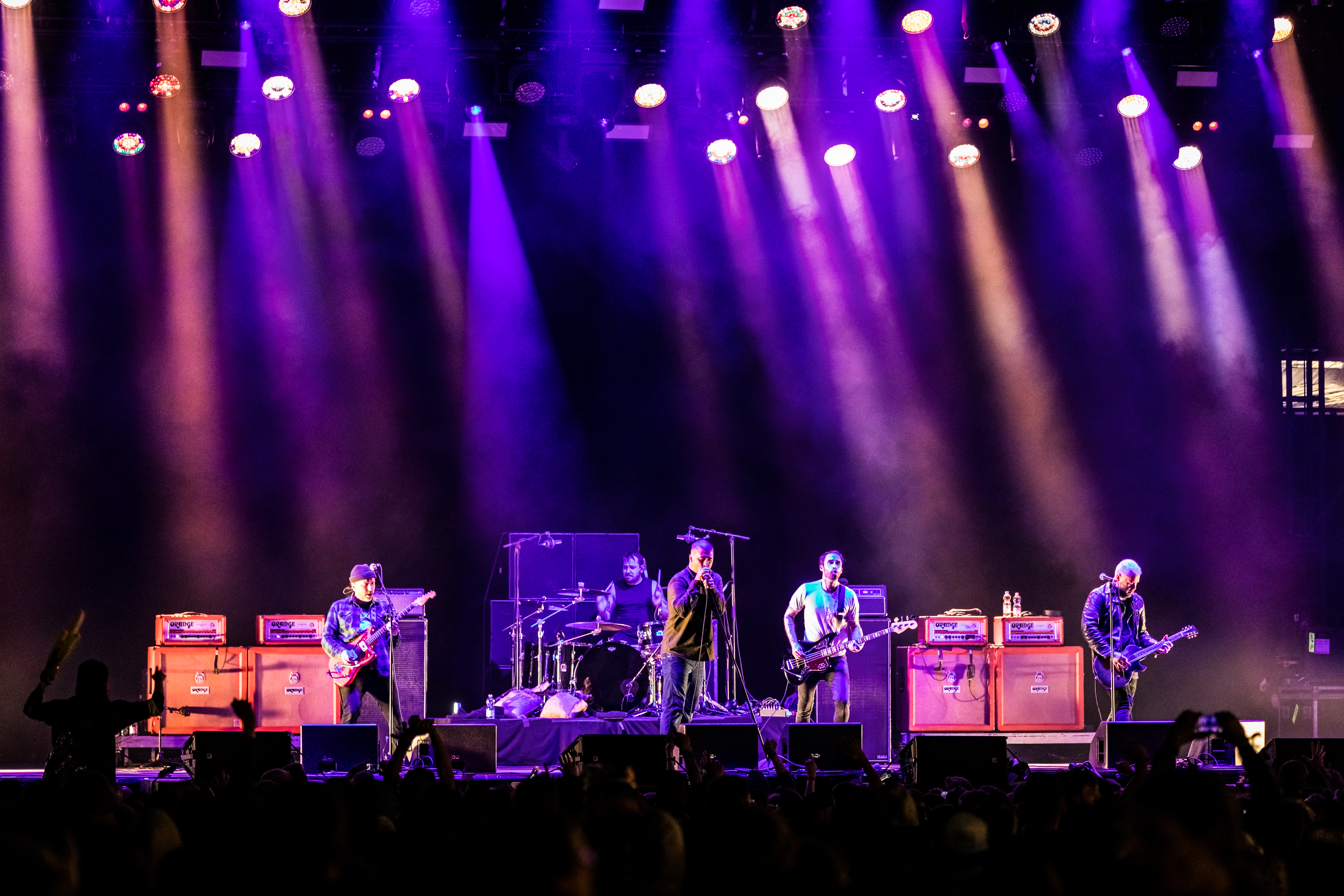
Alexisonfire наживо на сцені Rock am Ring, 2018 рік.

9 березня 2015 року гурт оголосив про тур возз’єднання, перший з часів прощального туру в 2012 році, включаючи виступи на фестивалях у Редінгу та Лідсі, Sonic Boom, Heavy Montréal, X-Fest і Riot Fest. 19 вересня 2015 року на фестивалі Riot Fest у Торонто Вейд Мак-Ніл оголосив на сцені про повернення гурту. Пізніше гурт пояснив цю заяву, підтвердивши, що у них «не було найближчих планів» щодо нової музики чи спільних гастролей, однак вони зіграли 100 концертів з 2015 року.
12 лютого 2016 року гурт випустив Live at Copps, запис свого виступу 30 грудня 2012 року в Copps Coliseum у Гамільтоні, Онтаріо, який став останнім концертом їхнього прощального туру 2012 року. Альбом вийшов для завантаження через iTunes, а також у спеціальному наборі з 4 записів і як відео Blu-ray.
22 червня 2016 року Alexisonfire оголосили хедлайнером Unify Gathering 2017 у Вікторії, Австралія, а також оголосили про тур Австралією та Новою Зеландією з The Dirty Nil, Behind Crimson Eyes і The Getaway Plan. Тоді гурт оголосили хедлайнером на щорічному квебекському фестивалі Montebello Rock, а 27 лютого 2017 року гурт несподівано виступив із трьома піснями на зупинці в Торонто під час туру Afraid of Heights Tour гурту Billy Talent. У грудні 2017 року вони грали в Danforth Music Hall у Торонто, а наступний червень провели в турі по Німеччині та Великобританії, а потім повернулися до Канади, щоб грати на Festival d'été de Québec.
1 лютого 2019 року гурт опублікував чорну світлину на своїй сторінці у Facebook. Пізніше того ж дня гурт опублікував тизер, на якому зображено будівлю із зеленим неоновим світлом, на якому написані слова «Familiar Drugs». Пізніше, 12 лютого 2019 року, гурт опублікував на своїй сторінці в Instagram 3 ілюзорні чорні фотографії. Невдовзі шанувальники зрозуміли, що змінюючи яскравість і контрастність цих чорних фотографій, можна виявити числа 2, 15 і 19. 15 лютого 2019 року гурт випустив нову пісню під назвою «Familiar Drugs» — перший новий матеріал за майже дев’ять років. 16 квітня 2019 року гурт випустив кліп на пісню «Familiar Drugs», який був повністю знятий на VHS та мобільні телефони.
24 травня 2019 року гурт випустив ще один окремий сингл під назвою «Complicit». 13 січня 2020 року вийшов сингл «Season of the Flood».
Alexisonfire вирушили в короткий тур у 2019 році, даючи концерти в Лондоні, Нью-Йорку, Лос-Анджелесі та Торонто, а також виступаючи на Ottawa Bluesfest. Потім послідували виступи 2020 року у Вінніпезі, Едмонтоні, Калгарі, Ванкувері та Сіетлі.
Під час пандемії COVID-19 гурт влаштував спеціальну разову вечірку перегляду на YouTube, показуючи відзнятий виступ останнього шоу під час прощального туру в Гамільтоні, Канада, у грудні 2012 року. Перед прямою трансляцією відбулася прем’єра музичного кліпу на пісню «Season of the Flood», яка складається з матеріалів, знятих ексклюзивно відвідувачами концертів AOF у Вінніпезі, Едмонтоні, Калгарі та Ванкувері під час січневого туру.
В інтерв’ю Toronto Star у 2019 році Джордж Петтіт розповів, що у 2015 році він став професійним пожежним і що, незважаючи на возз’єднання гурту, нова кар’єра буде його пріоритетом. Він також залишається вокалістом у своєму сайд-проєкті Dead Tired. Уейд Мак-Ніл продовжує виконувати функції соліста Black Lungs та Gallows. 21 травня 2021 року Мак-Ніл представив проєкт Doom’s Children з першим синглом і відео «Flower Moon». Джордан Гастінгс продовжує свій давній сайд-проєкт Cunter. Даллас Ґрін продовжує грати в City and Colour і You+Me, колаборації з Pink.
У червні 2021 року в інтерв’ю Грін заявив, що Alexisonfire «вперше за десять років намагається зібрати всі ці нові пісні», маючи на увазі роботу над новою музикою. 10 березня 2022 року гурт анонсував п’ятий студійний альбом Otherness, перший альбом нових студійних записів за тринадцять років. Він вийшов 24 червня 2022 року. Альбом отримав премію Juno Award як рок-альбом року на Juno Awards 2023 року.

## Музичний стиль та доробок
Гурт описує свою музику як «звук двох католицьких старшокласниць у бійці з ножем»; у 2004 році тодішній барабанщик Джессі Інґелевич описав їхнє звучання як «Зустріч Mogwai та Sunny Day Real Estate». Інші учасники гурту описували свою музику як постгардкор, емо, мелодійний гардкор і скримо. Учасників гурту спочатку об’єднували численні стилі панк-року, з яких складалася сцена їхнього рідного міста, включаючи мошкор, скримо, youth crew, краст-панк та емо. Їхня музика унікальна тим, що в ній використовуються три основні вокалісти: чистий (Грін), екстрім (Петтіт) і поєднання обох (Мак-Ніл). У альбомі 2009 року Old Crows / Young Cardinals помітно загальне використання чистого вокалу, причому Петтіт також додав чистий вокал, час від часу роблячи це в Crisis. Перші два альбоми гурту включають час від часу художнє читання у виконання Петтіта.
Гурт вказував, що на них вплинули Saetia, Refused, Fucked Up, Moneen, Quicksand, Planes Mistaken for Stars, the Misfits, Tears for Fears, Hot Water Music, Elliott, the Appleseed Cast, Іґґі Поп, Нік Кейв, Alice in Chains, Джеф Баклі, Леонард Коен і Slint.
Alexisonfire справили вплив на Cancer Bats, Silverstein, Four Year Strong і 36 Crazyfists. Журнал Revolver також згадав, що вони вплинули на більшість постгардкор сцени середини 2000-х. Ліам Корм'є, вокаліст Cancer Bats, заявив, що «всі завжди пам'ятатимуть Alexisonfire і Billy Talent як два гурти, які вивели важку музику на передній план і широко розкрили цю сцену в цій країні». Гурт також високо оцінили за їхні живі виступи протягом багатьох років. Екс-фронтмен Grade Кайл Бішоп висловив їм повагу за це в інтерв’ю The Grid TO. «До них канадський контент був досить нікчемним, поверхневим», — сказав він. «Тоді на сцену вийшов Alexis, Джордж розірвав собі гортань і розбив обличчя об стіну. Вони знищили все. І багато людей тяжіли до цього, і я ніколи раніше не бачив, щоб це відбувалося в Канаді. Вони відчинили двері для багатьох гуртів, які були оцінені, і привернули цілу нову групу людей до панк-року». У статті для Exclaim! Ян Гормелі похвалив гурт за те, що він «відчинив двері для артистів-однодумців, занурених у потужні сцени панку та металу південного Онтаріо», і як «постійний вплив на канадський рок та агресивну музику загалом».

## Склад
- Джордж Петіт — вокал, клавішні (з 2001)
- Даллас Ґрін — ритм-гітара, вокал, клавішні (з 2001)
- Вейд Мак-Нейл — соло-гітара, бек-вокал (з 2001)
- Кріс Стіл — бас (з 2001)
- Джордан Гастінґс — ударні (з 2005)

### Колишні учасники
- Джессі Інґелевікс — ударні (2001–2005)

## Дискографія
- Alexisonfire — 9 вересня 2002
- Watch Out! — 29 червня 2004
- Crisis — 22 серпня 2006
- Old Crows / Young Cardinals — 23 червня 2009
- Dog's Blood (EP) — 2 листопада 2010
- Death Letter (EP) — 1 грудня 2012 року
- Otherness — 24 червня 2022 року

## Нагороди і номінації
| Рік  | Захід                             | Перемога                                                    | Номінація |
| ---- | --------------------------------- | ----------------------------------------------------------- | --- |
| 2004 | Canadian Independent Music Awards | Best Video ("Pulmonary Archery")                            | |
| 2004 | CASBY Awards                      | NXNE Favourite Indie Band                                   | |
| 2004 | MuchMusic Video Awards            | VideoFACT ("Counterparts and Number Them")                  | Best Independent Video ("Counterparts and Number Them")                                                            |
| 2005 | Juno Awards                       | New Group of the Year                                       | |
| 2005 | MuchMusic Video Awards            | Best Independent Video ("Accidents")                        | Peoples' Choice Award – Favourite Canadian Group, MuchLOUD Best Rock Video ("Accidents")                           |
| 2005 | SPIN.com Band of the Year         |                                                             | Band of the Year in the "All-Ages" category                                                                        |
| 2006 | CASBY Awards                      | Favorite New Indie Release (Crisis)                         | |
| 2007 | Juno Awards                       |                                                             | Group of the Year                                                                                                  |
| 2007 | MuchMusic Video Awards            | Best Cinematography ("This Could Be Anywhere in the World") | Peoples' Choice Award – Favourite Canadian Group, MuchLOUD Best Rock Video ("This Could Be Anywhere in the World") |
| 2009 | XM Verge Awards                   |                                                             | Artist of the Year, Album of the Year ("Old Crows/Young Cardinals")                                                |
| 2023 | Juno Awards                       | Rock Album of the Year (Otherness)                          | |